# Maramureș
Maramureș, in italiano Marmazia (in ungherese Máramaros; in latino Marmatia; in lingua ucraina conosciuta in diverse varianti: Мармарощина, Marmaroščyna, Мараморщина, Maramorščyna, o Марамуреш, Maramureš; in yiddish מאַראַמאָראָש‎?, Maramorosh), è una regione storica autonoma confinante con la regione etno-culturale della Transilvania, lungo il corso superiore del Tibisco.
La sezione meridionale di Maramureș costituisce il distretto di Maramureș con capoluogo Baia Mare nel nord della Romania, mentre le sezioni settentrionali fanno parte dell'oblast' della Transcarpazia, in Ucraina.
La parte meridionale, quella rumena, è abitata prevalentemente da Rumeni, con minoranze ungheresi ed ucraine, mentre nella sezione settentrionale, in Ucraina, vivono prevalentemente popolazioni di etnia ucraina come gli Hutsuli.

## Storia

### Età antica
Gli scavi archeologici attestano l'insediamento nella Depressione di Marmazia sin dalla preistoria. Tracce definite del Paleolitico superiore e del Neolitico sono state trovate a Șara Oaşului ea sud dei monti Gutâi. Dal neolitico sono stati trovati anche a Sighet, Câmpulung e sulla riva sinistra dell'Iza, tra Rozavlea e Strâmtura.
Circa nel secondo millennio a.C. tribù di Iafitica penetrò anche in questa regione, tanto che l'età del bronzo è ben rappresentata da depositi più importanti a Săpânta, Sarasău, Sighet, Tisa, Călinești, Șieu, Rozavlea, Ieud, Cuhea, Săliște e Moisei.
Dal periodo dei Daci sono attestate fortezze a Sighet (collina di Solovan), Oncești (collina della cittadella), Slatina e Călinești. Sono stati ritrovati monete, vasi e oggetti di provenienza ellenica e latina, a testimonianza dei legami commerciali e culturali con le civiltà mediterranee, ma soprattutto con la provincia romana della Dacia. Sebbene la regione sia rimasta al di fuori del territorio conquistato dall'Impero Romano, i Daci locali hanno ricevuto le influenze della civiltà romana. Grazie alla posizione più sicura di Maramureș, durante le grandi migrazioni, tra le tribù di Goti, Unni, Gepidi, Vandali e Slavi, solo gli Slavi ebbero un impatto sulla popolazione locale.

### Età medioevale
Antica regione rumena, la Terra di Maramureș è documentata per la prima volta con questo nome nel 1199, durante l'espansione ungherese in Transilvania. In quell'epoca c'era una popolazione rumena in tutto il Maramureș, così come nelle regioni vicine, a ovest, Ung, Bereg e Ugocea. Per questi ultimi i re d'Ungheria garantirono ai rumeni il diritto di scegliere essi stessi il proprio voivodo e di essere giudicati secondo la "legge valacchiana" (ius valachicum) fino a dopo il 1383, anno in cui risale l'ultima attestazione documentaria al riguardo.
Nei primi secoli del secondo millennio, il voivodato di Maramureș era guidato da voivodi locali e organizzato in principati di valle. A partire dal XIV secolo, la pressione dei re d'Ungheria per stabilire un feudalesimo in stile occidentale anche qui si intensificò con la nobilitazione dei governanti locali, i cui titoli nativi furono sostituiti dall'equivalente della gerarchia aristocratica occidentale. Mentre alcuni accettarono il cambiamento, integrandosi nella nobiltà ungherese, altri resistettero e alla fine attraversarono le montagne fino al Regno di Polonia, dove, distinguendosi per atti d'arme, ricevettero gradi nobili e grandi possedimenti, alcuni si fermarono a Șara Lăpușului, stabilendo villaggi sui nuovi domini sopravvissuti fino ad oggi (Cupșeni, Măgoaja) ed altri attraversarono i Carpazi Orientali ed essi fondò il Voivodato di Moldova.
1241: invasione tartara a Maramureș e Transilvania. Una colonna tartara guidata dai generali Cadan e Buri lascia la Podolia, entra nella Moldavia settentrionale e passa in Transilvania attraverso il passo Cârlibaba (passo tartaro) nel marzo 1241. La colonna tartara guidata dallo stesso Batu-Khan, accompagnata dal generale Subotai, devastò e saccheggiò il Voivodati di Maramures, penetrando in profondità fino a Miskolc.
1285: invasione tartara in Transilvania; il popolo di Maramures attraversa i Carpazi all'inseguimento dei tartari 
Alexandru I. Gonța descrive in dettaglio alcuni eventi tra gli anni 1334 e 1365 
1334: invasione tartara in Transilvania; i fratelli Drag e Dragoș di Bedeu e il loro parente Mihail Bogdan di Petrova si sono distinti nelle battaglie.
1342: Bogdan di Cuhea si rifugia in Moldova tra Siret e Dniester e viene accusato dal re d'Ungheria di tradimento;
1345: Campagna del re d'Ungheria insieme al popolo di Maramures contro i Tartari; furono premiati dal re: Crăciun, voivoda di Bereg e i suoi figli, Sărăcin, Nicolai, Valentin e Luca, poi Silvestru voivode e i suoi figli Aprușa e Marcuș poi Mic, figlio del principe Stan, Giula, figlio di Dargoș e i figli di Giula, Dragoș, Ștefan, Tatar, Dragomir, Costea e Miroslav.
1352: Assedio della fortezza di Belz da parte delle truppe ungheresi; partecipano anche i maramure e Tatomir, figlio di Dragomir e figlia di Sas, voivoda della Moldavia subcarpatica, viene ucciso in battaglia. Nello stesso anno, Dragoș din Bedeu arriva come voivoda nella Moldavia subcarpatica.
1355: La spedizione del re d'Ungheria raggiunge il Dnestr. Drag, il fratello di Dragoș di Bedeu, si è distinto nella campagna.
1361: Bud, Sandor, Ioan, Dragomir e Balea ricevono il principe Ozon da Maramureș dal re d'Ungheria.
1365: La tenuta di Bogdan da Cuhea viene confiscata a seguito dell'indipendenza della Moldova; Bogdan perde i villaggi di Ieud, Bacicov, Vișeu, Borșa, Moisei e Seliște che vengono dati a Balc e Drag.
La fondazione della Moldova è avvenuta in due fasi, in cui si sono distinti i personaggi più importanti della storia di Maramureș. In primo luogo, Dragoșvoda di Bedeu, che, dopo la vittoria sui tartari nella spedizione organizzata dal re Luigi I d'Angiò, fu inviato, nel 1351, a fondare un voivodato vassallo in Ungheria, a scopo difensivo (un segno di confine). Nel 1359, Bogdan vodă di Cuhea, dopo essersi opposto per diversi anni all'introduzione del sistema feudale ungherese a Maramureș, attraversò le montagne con le sue truppe ed espulse Balc, discendente di Dragoșe impose l'indipendenza del Voivodato di Moldova dall'Ungheria.
L'evento segnò anche il passaggio dall'organizzazione tradizionale, di voivodati e principati, a quella feudale, con il governo dei discendenti di Dragoș Vodă, che ricevettero titoli nobiliari e domini sia a Maramureș che nelle vicine regioni dell'Ungheria medievale. Combinarono i titoli cnesiali con quelli nobili occidentali e Balc fu per 30 anni voivoda e contea di Maramureș, effettuando il passaggio all'organizzazione amministrativa della contea.
I figli di Dragoș volevano l'autonomia religiosa per Maramureș e, a tal fine, nell'estate del 1381, Balc e Drag si recarono personalmente a Costantinopoli, dove ottennero dal patriarcato il titolo di Stavropighia per la loro fondazione, Monastero di Peri, con quasi lo stesso diritti come sede vescovile e il cui esarcato si estendeva oltre i domini governati da Balc e Drag, vale a dire alle regioni di Bereg, Sătmar, Sălaj, Ciceu e Bistrița.
Nel 1397 Teodor Koriatovici, principe di Podolia, si rifugiò in Ungheria , dopo essere stato sconfitto dal duca Witold di Lituania. Koriatovici ricevette il dominio dell'Operaio. Portò (dapprima a Bereg) migliaia di famiglie rutene da oltre le montagne, poi anche a Maramureș, come operai nei domini nobili. Gentili e laboriosi, furono anche favoriti dai reali e, attraverso la rutenizzazione di alcuni villaggi rumeni, divennero la maggioranza in alcune parti di Maramureș.
Matia Corvino aveva stretti rapporti con la nobiltà Maramureş, dalla quale scelse soldati capaci, ma anche per la guardia reale. Conferì a molti residenti di Maramure il titolo di barone libero, il che significava che avevano obbedienza solo al re. Il titolo è stato concesso in rari casi. Corvino prese sotto protezione il monastero rumeno di Peri e nominò commissari rumeni per Maramureș, tra cui, nel 1467, il banato Pavel Chinezul (Kinizsi Pál in ungherese). La guardia reale di Maramures salvò il re dopo la battaglia di Baia e lo portò, ferito, a Brașov. Dopo questa battaglia, Stefano il Grande intraprese un'incursione punitiva a Maramureș, passando attraverso il fuoco e la spada le città degli ospiti reali, inclusa la potente fortezza di Hust.
Dopo la vittoria ottomana a Mohács (1526) sul regno ungherese, Maramureș fu integrata nel Voivodato della Transilvania (1538).
Nel 1599, l'intero Maramureș passò sotto il controllo di Mihai Viteazul, con l'unione dei tre principati.

### Età moderna
Dopo il 1688, Maramureș divenne parte dell'Impero austriaco, insieme alla Transilvania. A Maramureș non ci fu passaggio all'unione religiosa con Roma come in Transilvania. Il cattolicesimo greco a Maramureș era presente attraverso l'affiliazione religiosa dei romeni al vescovato ruteno di Muncaciului , che unì Roma insieme agli altri vescovati della Galizia. La Chiesa Ortodossa rimase presente fino alla fine del XIX secolo attraverso diversi eremi che erano affiliati ai monasteri moldavi, in particolare quello di Putna.
La dura vita dei contadini, resa ancora più difficile dai nuovi obblighi fiscali e militari introdotti dal dominio asburgico, portò alla comparsa di bande di fuorilegge, soprattutto nelle zone montuose di Făgăraș, Apuseni e Maramureș. Il capo più in vista dei fuorilegge Maramure fu Pintea Viteazul (1670-1703), figlio di un nobile rumeno di Ţara Lăpuşului, che agì per diversi anni a sostegno della popolazione, sfidando l'aristocrazia e le autorità austriache. Si unì a Francisc Rakoczi II, che guidava la rivolta dei Kurut contro l'Impero Austriaco, e conquistò la Fortezza di Chioarului. Nel 1703 l'esercito di Pintea assediò la fortezza di Baia Mare, dove si trovava il tesoro imperiale. In un agguato, Pintea fu colpito a morte davanti alla porta meridionale della città, nei pressi del Bastione dei Macellai.
Nel 1717 avvenne l'ultima invasione dei tartari, i quali, pur essendo venuti come alleati della Moldova contro l'esercito austriaco che aveva attaccato la Moldova, non si astenne dalle antiche usanze e, passando per Maramureș, diedero fuoco alle chiese di legno, prese bottino, schiavi e bestiame. Furono fermati a Cavnic dall'esercito imperiale e, sulla via del ritorno, il popolo di Maramures li sorprese a Strâmtura, su Valea Izei, ea Pasul Prislop, a Preluca Tătarilor, sopra Borșa. I pochi tartari che sono fuggiti con la loro vita hanno lasciato il loro bottino, fuggendo in Moldova.

### Età contemporanea
La decisione dell'Assemblea nazionale ad Alba Iulia del 1º dicembre 1918 prevedeva l'unione con la Romania dell'intero Maramureș, ma i diplomatici rumeni presenti alla Conferenza di pace di Parigi del 1919 si limitarono a sostenere, per quanto riguarda il confine settentrionale, il confine con il Tibisco (disegnato nel 1916) e quindi la parte settentrionale di Maramureș fu assegnata alla Cecoslovacchia. A seguito dell'appoggio dato dall'esercito rumeno alla Cecoslovacchia per bloccare l'offensiva dell'Ungheria bolscevica nel 1919, verso la Slovacchia, per un breve periodo, in tutta Maramureș, d'intesa con le autorità del giovane Stato cecoslovacco, si insediò l'amministrazione militare e civile rumena. Ma questo accordo non fu più ratificato e, nel 1920, tornò al confine di Tibisco. La parte settentrionale di Maramureș (6.873 km quadrati) fu integrata nella Rutenia dei Carpazi dallo stato della Cecoslovacchia, un territorio che, nel 1939 , fu occupato dall'Ungheria e, nel 1944, dall'Unione Sovietica. Dal 1991, il nord di Maramureş appartiene all'Ucraina. La parte meridionale di Maramureș (3.381 km"), che divenne la contea di Maramureș (tra le due guerre), fu sotto l'occupazione ungherese tra il 1940-1944 e tornò in Romania. Poiché la parte rumena, circa un terzo della storica Maramureș, rimaneva una regione troppo piccola e geograficamente isolata, nel 1968 vi furono aggiunte diverse regioni vicine per tradizioni e legami tra le persone, quali, inoltre, i discendenti di Dragoș Vodă aveva anche imparato, vale a dire i distretti: Lăpușului, Chioarului e la parte orientale del Codrului, costituendo l'attuale contea di Maramureș.
La collettivizzazione dell'agricoltura (terminata nel 1962) aveva una portata limitata a Maramureș, a causa dei rilievi specifici e delle condizioni climatiche. La contea di Maramureș si è sviluppata bene da un punto di vista economico grazie all'intensificazione dell'industria estrattiva e di lavorazione dei minerali, ma anche delle attività forestali estensive. Anche il turismo è stato un settore che si è sviluppato in modo promettente, beneficiando del potenziale speciale dell'area.
L'attività mineraria è crollata dopo il 1989, portando al crollo anche dei rami manifatturieri, e l'industria forestale ha subito una forte contrazione dopo un primo balzo con gravi effetti ambientali.
In queste condizioni, la forza lavoro si è rivolta ai paesi dell'Europa occidentale (soprattutto Italia e Spagna).